# Egybolis vaillantina
Egybolis vaillantina är en fjärilsart som beskrevs av Stoll 1790. Egybolis vaillantina ingår i släktet Egybolis och familjen nattflyn. Inga underarter finns listade i Catalogue of Life.

## Bildgalleri

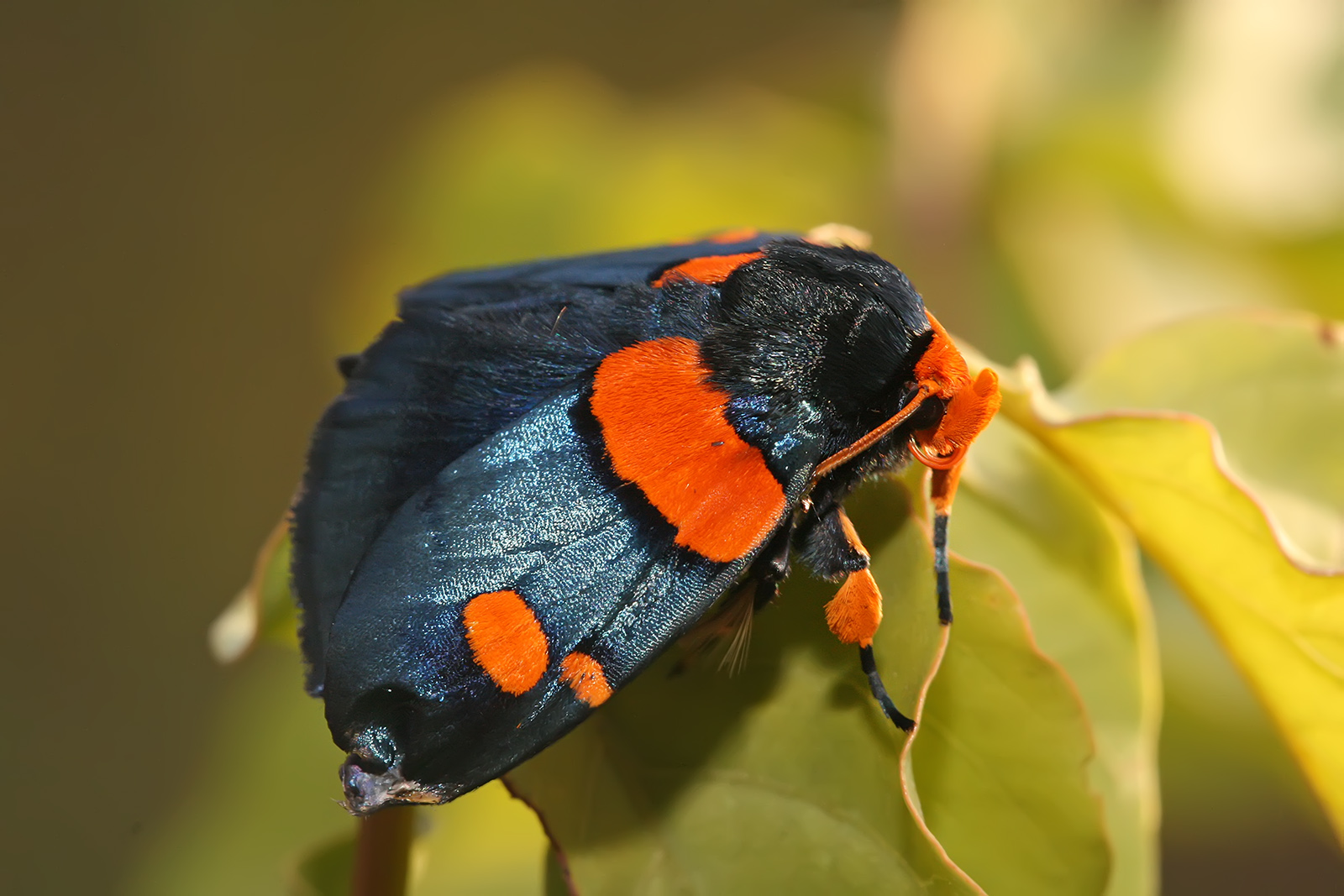
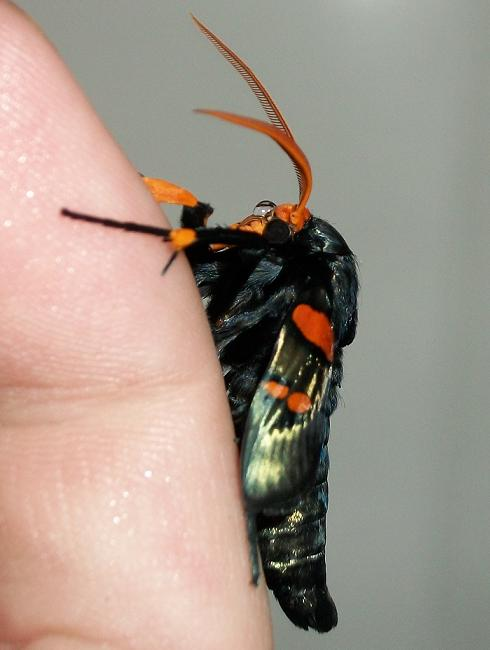
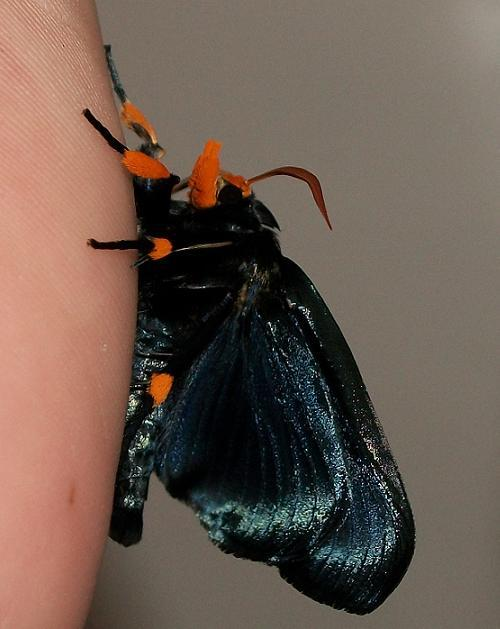
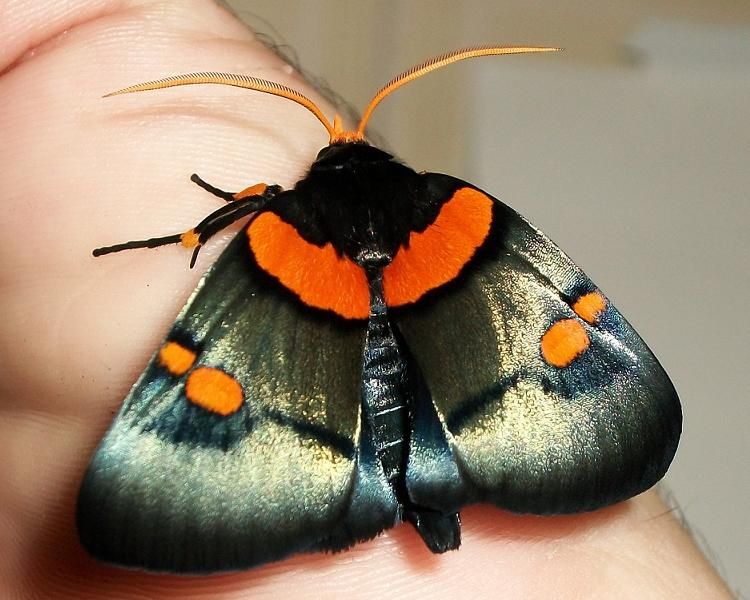
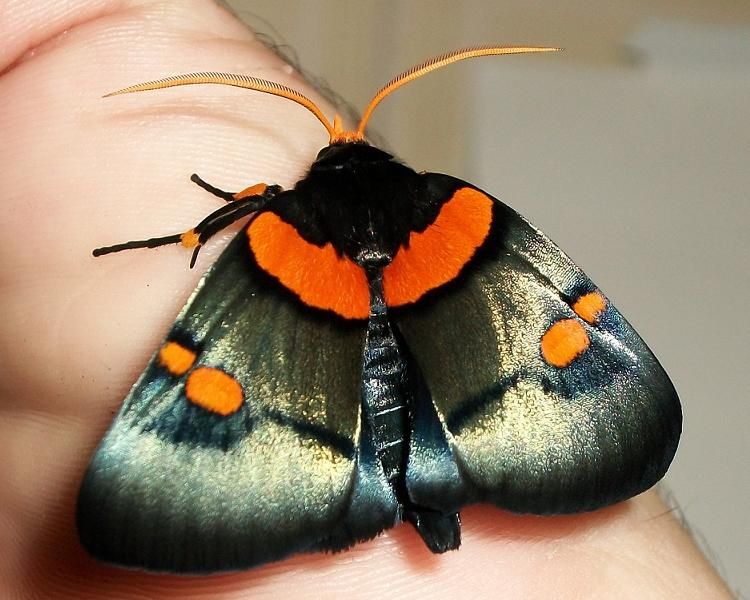